# Cerophysa nodicornis
Cerophysa nodicornis es un coleóptero de la familia Chrysomelidae.
Fue descrita científicamente en 1823 por Wiedemann.